# Wilhelm Wiesand
Albert Moritz Wilhelm Wiesand (* 17. Juli 1860; † 5. Mai 1919) war ein preußischer Landrat.

## Leben
Er ist der Sohn des Landrats Georg Wilhelm Wiesand auf Zwethau. Er studierte in Bonn und wurde dort 1879 Mitglied des Corps Palatia. 1892 war er kurzzeitig als Landrat des Kreises Beuthen eingesetzt. 1893 wurde er kommissarischer Landrat des Kreises Torgau im Regierungsbezirk Merseburg der Provinz Sachsen und Nachfolger seines Vaters. 1894 übernahm er endgültig dieses Amt, das er bis 1919 verwaltete. Am 5. Mai 1919 erschoss Wiesand sich, angeblich aus Schwermut über die geänderten Verhältnisse in Deutschland.